# Třída Frosch
Třída Frosch (jinak též třída Hoyerswerda) je lodní třída středních tankových výsadkových a nákladních lodí vyvinutých v Německé demokratické republice v době studené války. Celkem bylo postaveno 14 jednotek této a byly rozděleny na varianty označené Projekt 108 (v kódu NATO třída Frosch I) a Projekt 109 (v kódu NATO třída Frosch II). Po sjednocení Německa všechny získala Spolková republika Německo, která plavidla jako nadbytečná prodala indonésii a přejmenovala je na třídy Teluk Gilimanuk.

## Stavba
Celou třídu postavily východoněmecké loděnice VEB Peenewerft ve Wolgastu. V letech 1976–1979 bylo postaveno celkem 12 jednotek varianty Frosch I, na které v letech 1979–1980 navázaly dvě další nákladních lodě verze Frosch II.
Jednotky třídy Frosch:
| Jméno                                      | Verze     | Spuštěna          | Vstup do služby    | Status |
| ------------------------------------------ | --------- | ----------------- | ------------------ | --- |
| Teluk Gilimanuk (531, ex Hoyerswerda)      | Frosch I  | 1. července 1975  | 12. listopadu 1976 | Aktivní. |
| Teluk Celukan Bawang (532, ex Hagenow)     | Frosch I  | 19. prosince 1975 | 1. prosince 1976   | Aktivní. |
| Teluk Cendrawasih (533, ex Frankfurt/Oder) | Frosch I  | 2. ledna 1976     | 2. února 1977      | Aktivní. |
| Teluk Berau (534, ex Eberswalde-Finow)     | Frosch I  | 15. července 1976 | 28. května 1977    | Vyřazena 2012, potopena jako cvičný cíl. |
| Teluk Peleng (535, ex Lübben)              | Frosch I  | 2. října 1978     | 15. března 1978    | Aktivní. |
| Teluk Sibolga (536, ex Schwerin)           | Frosch I  | 1. ledna 1977     | 19. října 1977     | Aktivní. |
| Teluk Manado (537, ex Neubrandenburg)      | Frosch I  | 6. dubna 1977     | 28. prosince 1977  | Aktivní. |
| Teluk Hading (538, ex Cottbus)             | Frosch I  | 16. června 1977   | 26. května 1978    | Aktivní. |
| Teluk Parigi (539, ex Anklam)              | Frosch I  | 22. září 1977     | 14. července 1978  | Aktivní. |
| Teluk Lampung (540, ex Schwedt)            | Frosch I  | 27. prosince 1977 | 7. září 1979       | Aktivní. |
| Teluk Jakarta (541, ex Eisenhüttenstadt)   | Frosch I  | 8. března 1978    | 4. ledna 1979      | Dne 14. července 2020 se při rutinní logistické plavbě potopil severovýchodně od Kangeanských ostrovů v Jávském moři. Posádku zachránily civilní lodě KM Tanto Sejahtera a KM Dobonsolo. |
| Teluk Sangkulirang (542, ex Grimmen)       | Frosch I  | 30. května 1978   | 15. června 1979    | Aktivní. |
| Teluk Sirebon (543, ex Nordperd)           | Frosch II | 30. srpna 1978    | 3. října 1979      | Aktivní. |
| Teluk Sabang (544, ex Südperd)             | Frosch II | 30. října 1978    | 26. února 1980     | Aktivní. |

## Konstrukce

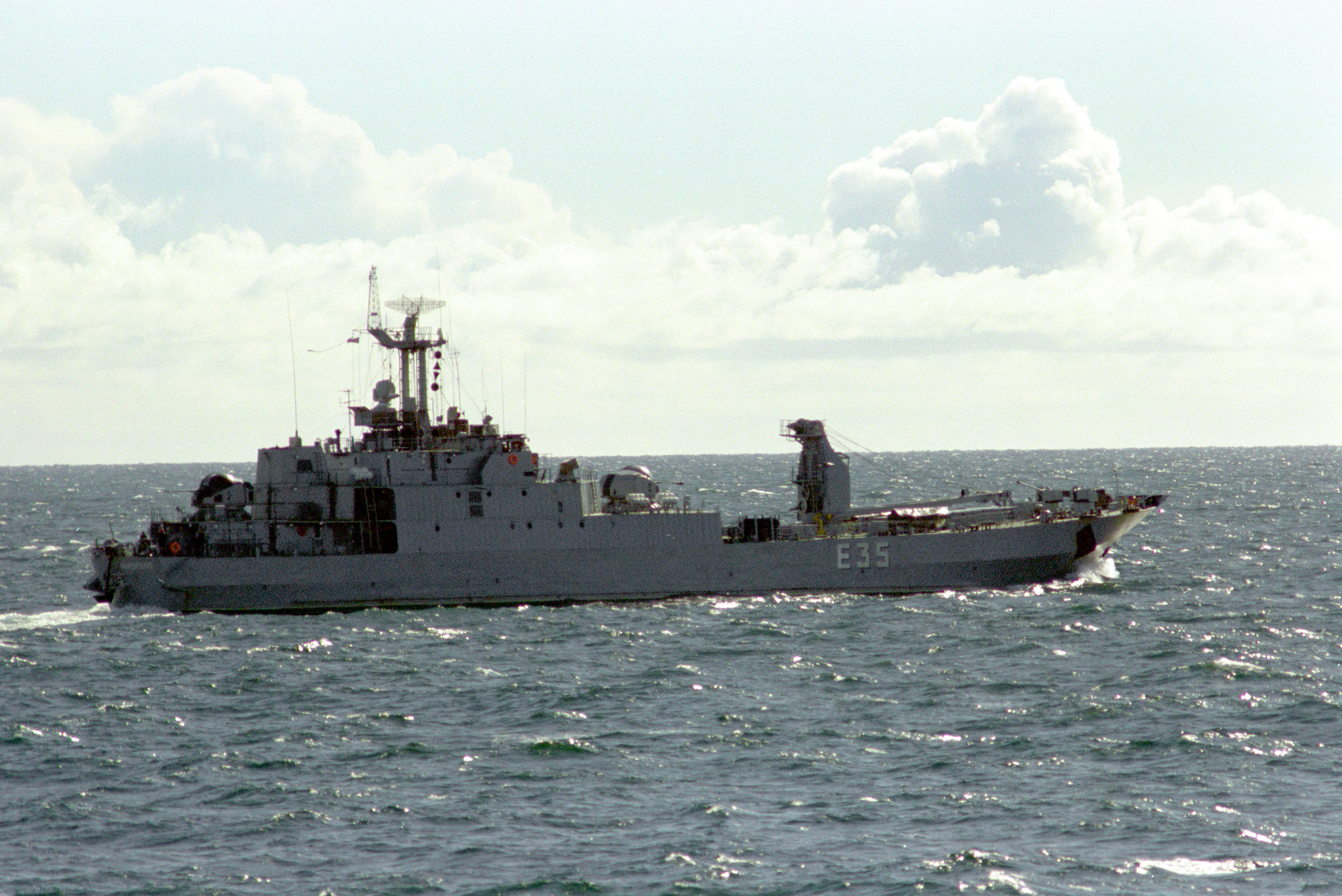
Nordperd (E-35) verze Frosch II

### Frosch I
Plavidla unesla 400–600 tun nákladu. Byla vyzbrojena dvěma dvojitými 57mm kanóny AK-725 a dvěma dvojitými 30mm kanóny AK-230. Dále nesla dva 40hlavňové 122mm raketomety A-215 Grad-M. Pohonný systém tvoří dva diesely 61B-4A o výkonu 11 970 hp, pohánějící dva lodní šrouby. Nejvyšší rychlost dosahuje 18 uzlů.

## Zahraniční uživatelé
Všechny jednotky Frosch I v letech 1993–1995 zakoupila Indonésie. Před předáním byly zbaveny výzbroje a později dostaly tři 37mm kanóny.